# Marele Principat al Serbiei
Marele Principat al Serbiei sau Rascia (în sârbă Велика кнежевина Србија) a fost un stat medieval, fondat în 1090, care și-a terminat existența mai târziu, în 1217, odată cu ridicarea statutului acestor teritorii la „regat”. În timpul conducerii lui Constantin Bodin, regele Ținutului Duklja, Vukan a fost propus să conducă Rascia ca un vasal, iar când Bodin a fost capturat de Bizantini, Vukan a devenit independent și a luat titlul de Prinț. Când Bodin a murit, Rascia a devenit cea mai puternică structură, din care ținutul sârbesc fusese condus, în mâinile dinastiei Vukanović.